# Rhyssella obliterata
Rhyssella obliterata là một loài tò vò trong họ Ichneumonidae.